# ژانگ یوان (کارگردان)
ژانگ یوان (انگلیسی: Zhang Yuan؛ زادهٔ ۲۵ اکتبر ۱۹۶۳) کارگردان فیلم و مستندساز اهل چین است.
وی در سال ۱۹۹۹ برنده جایزه شیر نقره‌ای جشنواره فیلم ونیز شده‌است.